# Цветовете на любовта
„Цветовете на любовта“ (на хинди: सपना बाबुल का...बिदाई Sapna Babul Ka... Bidaai) е индийски сериен филм, излъчван в Индия по канал Star Plus всеки делничен ден за периода от 9 октомври 2007 г. до 13 ноември 2010 г. От септември 2010 г. се излъчва по афганистанския телевизионен канал Ariana TV, преведен на дари. Същата година започва излъчването на сериала и в Румъния на 7 ноември.

## Сюжет
Садна и Рагини са братовчедки, но са израснали под един покрив с обща мечта – да дойде ден в който и двете да бъдат омъжени и доволни от живота си. Околните обаче непрестанно сравняват двете момичета, защото Садна е истинска красавица със светла кожа, а Рагини не е толкова привлекателна и с по-тъмен тен. В индийската култура при процеса на избор на съпруга светлата кожа винаги е за предпочитане, а това предопределя и начина по който обществото третира сестрите. Всяка от тях обаче трябва да премине през известни перипетии като едната често става обект на завист, а другата бива подценявана заради външния си вид. Водеща за двете момичета си остава тяхната доброта и здравите принципи на които те никога не биха изневерили.
С началото на сериала Садна вече е снаха в най-заможното семейство в града – рода Раджванш. Тя много обича съпруга си Алек и е отдадена на това да му помогне със здравословния проблем който има. Той е със забавено ментално развитие, но под грижите на Садна започва да се подобрява. Рагини остава в родната си къща и се надява скоро и тя да намери своя път в живота. Щастието може да ѝ се усмихне в лицето на Ранвир, по-малкият син на Раджванш който току-що се е върнал от следване в Америка.

## Герои
Садна Алек Раджванш (Сара Кхан) – 22-годишна красавица, чийто външен вид е допълнен от благ характер и добро сърце. Като дете тя заживява със своите вуйчо и вуйна, след като майка ѝ умира когато Садна е само на 5 г., а баща ѝ заминава да работи в Америка. Младото момиче често става обект на завист и омраза заради красотата си на което отвръща само с положителни емоции и обич, защото винаги е била възпитавана така и никога не би изневерила на ценностите. Тя често бива сравнявана със своята сестра (братовчедка) Рагини която не е привлекателна колкото нея, но въпреки това двете имат силна връзка, като сестри, и са готови на всичко една за друга. Сега самата Садна чувства, че изживява собствената си мечта като по-голямата снаха в семейство Раджванш. За мъжа си Алек когото много обича, Садна е готова на множество саможертви, като всеотдайно му помага да преживее проблемите които има.
Алек Раджванш – младият и привлекателен наследник на семейство Раджавнш – най-богатият род в града. Алек е много мил и чувствителен младеж още от дете страда от забавено умствено развитие. Той е душата и сърцето на семейството и всички го обичат, но отношенията му с майка му Васундхара (Васу) са доста обтегнати, а най-близкият му човек е неговата леля Амбика. Алек е женен за Садна, която много обича. Садна се опитва да му помогне да подобри здравословното си състояние.
Рагини Ранвир Раджванш – по-голямата сестра (братовчедка) на Садна. Тя е мила и приятна, но е обикновено момиче от малкия град. Родителите и семейството си тя поставя пред всичко и дори не би си помислила да направи нещо, което да им навреди или да тръгне срещу семейните принципи. Тя е много близка с братовчедка си Садна с която обаче е била сравнявана още от дете, защото Рагини е по-непривлекателната от двете, а тенът на кожата ѝ е по-тъмен. Като всяко младо момиче тя също мечтае да се омъжи щастливо. Въпреки това тя има и някои собствени таланти. Рагини е страхотна танцьорка и е силна в академичната област. Нейната сестра е сред най-близките ѝ хора, но двете вече не живеят заедно.
Ранвир Раджванш – по-малкият син на семейство Раджванш който е учил в САЩ и току-що се е върнал в родния си град, за да се включи в бизнеса на баща си. Ранвир е много привлекателен и истински джентълмен, което го прави мечтата на всяко момиче. Той винаги си е представял, че ще се ожени за красиво момиче, но впоследствие се влюбва в прекрасния характер на Рагини. С брат си Алек са много близки.

## В България
В България сериалът започва на 19 юли 2013 г. по bTV и завършва на 17 октомври 2014 г. Повторенията са по bTV Lady. Дублажът е на bTV. Ролите се озвучават от Даринка Митова, Петя Миладинова, Вилма Карталска, Георги Тодоров и Тодор Георгиев. От средата на втори сезон дублажът е на студио VMS. Озвучаващите актьори често са сменяни. Заместниците в някои епизоди са Елена Бойчева, Светлана Смолева, Таня Михайлова, Елисавета Господинова, Светломир Радев, Станислав Пищалов и Емил Емилов.